# Zebrasoma xanthurum
Zebrasoma xanthurum е вид бодлоперка от семейство Acanthuridae. Видът не е застрашен от изчезване.

## Разпространение и местообитание
Разпространен е в Бахрейн, Джибути, Египет, Еритрея, Йемен, Израел, Индия, Йордания, Ирак, Иран, Катар, Кувейт, Малдиви, Обединени арабски емирства, Оман, Пакистан, Саудитска Арабия, Сомалия, Судан и Шри Ланка.
Обитава океани, морета, заливи и рифове. Среща се на дълбочина от 3 до 20 m, при температура на водата от 26,2 до 28,7 °C и соленост 35 – 37,6 ‰.

## Описание
На дължина достигат до 36,7 cm.
Популацията на вида е стабилна.